# Microlejeunea africana
Microlejeunea africana là một loài Rêu trong họ Lejeuneaceae. Loài này được Stephani mô tả khoa học đầu tiên năm 1888.